# Лисель

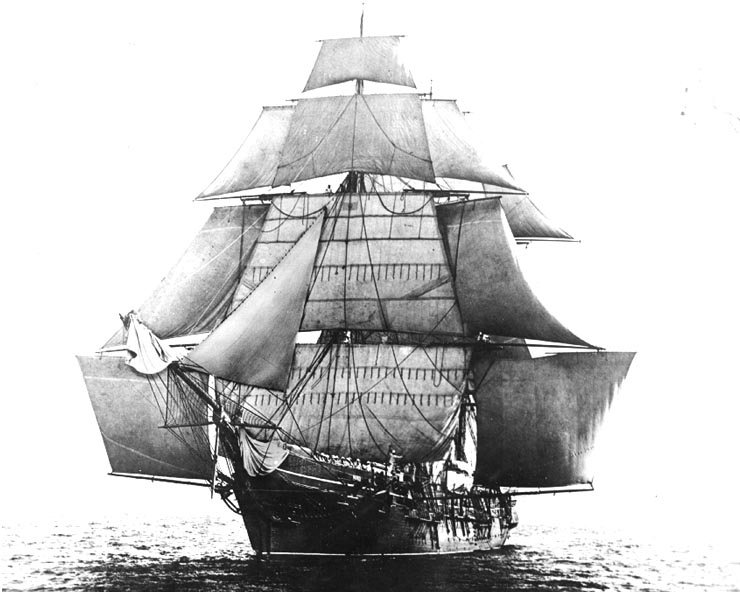
Баркентина флота США Monongahela (1862) с поставленными лиселями

Ли́сель (от нидерл.  lijzeil — «боковой парус») — летучий парус, который ставят в помощь прямым парусам для увеличения их площади при попутных ветрах. Лисели располагают с обоих боков основных парусов. Лисели бывают только на фок-мачтах и грот-мачтах. На бизань-мачтах лисели не ставят, чтобы не создавать ветровой тени гротовым парусам, имеющим важное значение для скорости хода судна.
Лисели на парусном судне носят следующие наименования (начиная с нижнего):
- «Ундер-лисели» — ставят с боков от фока (фор-ундер-лисель) или грота (грот-ундер-лисель)
- «Марса-лисели» — ставят с боков от марселей
- «Брам-лисели» — ставят с боков от брамселей
- «Бом-брам-лисели» — ставят с боков от бом-брамселей

Лисели ставят на особых рангоутных деревьях — лисель-спиртах, удлиняющих соответствующие реи. Нижнюю шкаторину лиселя пришнуровывают к рейка́м, выстреливаемым (выдвигаемым) на реях; нижний край ундер-лиселя прикрепляют к выстрелу, прикреплённому на шарнире к борту судна. За середину лисель-рейка крепили фал, идущий к ноку рея. В нижний внешний угол лиселя ввязывали лисель-галс (или наружный лисель-шкот), иногда проводя на палубу на корму для уменьшения нагрузки на лисель-спирт. Нижние углы лиселя, ближайшие к мачте, снабжали шкотами, которые выбирали с палубы, кроме брам-лисель-шкотов и трюм-лисель-шкотов, прикрепляемых на марсах.
На современных парусных судах постановка лиселей обычно не предусматривается.